# سیلور لیک (میزوری)
سیلور لیک (به انگلیسی: Silver Lake) یک منطقهٔ مسکونی در ایالات متحده آمریکا است که در شهرستان پری، میزوری واقع شده‌است. سیلور لیک ۱۷۳ متر بالاتر از سطح دریا قرار دارد.